# Ricardo Gómez
Pour les articles homonymes, voir Gómez.
Ricardo Gómez, né à Collado Villalba le 25 février 1994, est un acteur espagnol.

## Biographie
Né à Collada Villalba, dans la Communauté de Madrid, sa famille est originaire de Saint-Jacques-de-Compostelle, en Galice. 
Il étudie la littérature à l'université Complutense de Madrid.[réf. nécessaire]
Il joue le rôle de Lucas dans L'Affaire Nevenka d'Icíar Bollaín.